# Microbotryum
Microbotryum is een geslacht van schimmels uit de familie Microbotryaceae. De typesoort is Microbotryum violaceum.

## Soorten
Volgens Index Fungorum telt het geslacht 109 soorten (peildatum september 2022):
| Soortnaam                                                    | Auteur(s)                                        | Publicatiejaar |
| ------------------------------------------------------------ | ------------------------------------------------ | -------------- |
| Microbotryum adenopetalae                                    | M. Lutz, Kemler & Chleb.                         | 2008           |
| Microbotryum afromontanum                                    | Vánky                                            | 2006           |
| Microbotryum ahmadianum                                      | (Syd.) Vánky                                     | 1998           |
| Microbotryum alpinum                                         | R. Ziegler, M. Lutz & Piątek                     | 2018           |
| Microbotryum alsines                                         | (G.P. Clinton & Zundel) Piątek                   | 2005           |
| Microbotryum anomalum                                        | (J. Kunze ex G. Winter) Vánky                    | 1998           |
| Microbotryum arcticum                                        | T. Denchev, Denchev, Kemler & Begerow            | 2019           |
| Microbotryum arenariae-bryophyllae                           | (Vánky ) Vánky                                   | 1998           |
| Microbotryum aviculare                                       | (Liro) Vánky                                     | 1998           |
| Microbotryum bardanense                                      | Chleb. & Suková                                  | 2005           |
| Microbotryum betonicae                                       | (Beck) R. Bauer & Oberw.                         | 1997           |
| Microbotryum bistortarum                                     | (DC.) Vánky                                      | 1998           |
| Microbotryum bosniacum                                       | (Beck) Vánky                                     | 1998           |
| Microbotryum calandriniae                                    | (G.P. Clinton) Vánky                             | 1998           |
| Microbotryum calandriniicola                                 | (Speg.) Vánky                                    | 1998           |
| Microbotryum calyptratae                                     | Vánky                                            | 1998           |
| Microbotryum cardui                                          | (A.A. Fisch. Waldh.) Vánky                       | 1998           |
| Microbotryum carthusianorum                                  | Denchev, T. Giraud & M.E. Hood                   | 2009           |
| Microbotryum cephalariae                                     | (Vánky ) Vánky                                   | 1998           |
| Microbotryum chloranthae-verrucosum                          | M. Lutz, Göker, Piątek, Kemler, Begerow & Oberw. | 2005           |
| Microbotryum cichorii                                        | (Syd.) Vánky                                     | 1998           |
| Microbotryum cilinode                                        | (Savile) Vánky                                   | 1998           |
| Microbotryum claytoniae                                      | (Shear) Vánky                                    | 1998           |
| Microbotryum cordae                                          | (Liro) G. Deml & Prillinger                      | 1991           |
| Microbotryum coronariae                                      | (Liro) Denchev & T. Denchev                      | 2011           |
| Microbotryum coronatum                                       | (Liro) Vánky                                     | 1998           |
| Microbotryum dehiscens                                       | (L. Ling) Vánky                                  | 1998           |
| Microbotryum dianthorum                                      | (Liro) H. Scholz & I. Scholz                     | 1988           |
| Microbotryum ducellieri                                      | (Maire) Kemler, T. Denchev, Denchev & M. Lutz    | 2020           |
| Microbotryum dumosum                                         | (Vánky & Oberw.) Vánky                           | 1998           |
| Microbotryum duriaeanum                                      | (Tul. & C. Tul.) Vánky                           | 1998           |
| Microbotryum emodense                                        | (Berk.) M. Piepenbr.                             | 2004           |
| Microbotryum filamenticola                                   | (L. Ling) Vánky                                  | 1998           |
| Microbotryum flosculorum                                     | (DC.) Vánky                                      | 1998           |
| Microbotryum gaussenii                                       | (Durrieu) H. Scholz & I. Scholz                  | 1988           |
| Microbotryum gayophyti                                       | (Harkn.) Vánky                                   | 1998           |
| Microbotryum goeppertianum                                   | (J. Schröt.) Vánky                               | 1998           |
| Microbotryum heliospermatis                                  | Piątek & M. Lutz                                 | 2012           |
| Microbotryum himalense                                       | (Kakish. & Y. Ono) Vánky                         | 1998           |
| Microbotryum holostei                                        | (de Bary) Vánky                                  | 1998           |
| Microbotryum intermedium                                     | (J. Schröt.) Vánky                               | 1998           |
| Microbotryum jehudanum                                       | (Zundel) Vánky                                   | 1998           |
| Microbotryum koenigiae                                       | (Rostr.) Vánky                                   | 1998           |
| Microbotryum kuehneanum                                      | (R. Wolff) Vánky                                 | 1998           |
| Microbotryum lagerheimii                                     | Denchev                                          | 2007           |
| Microbotryum lewisiae                                        | Vánky                                            | 1998           |
| Microbotryum liroi                                           | R. Ziegler, M. Lutz & Piątek                     | 2018           |
| Microbotryum longisetum                                      | (Vánky & Oberw.) Vánky                           | 1998           |
| Microbotryum lychnidis-dioicae (Koekoeksbloemmeeldraadbrand) | (DC.) G. Deml & Oberw.                           | 1982           |
| Microbotryum majus                                           | (J. Schröt.) G. Deml & Oberw.                    | 1982           |
| Microbotryum marginale                                       | (DC.) Vánky                                      | 1998           |
| Microbotryum minuartiae                                      | M. Lutz, Piątek, Kemler & Chleb.                 | 2008           |
| Microbotryum moehringiae                                     | (Togashi & Y. Maki) Vánky                        | 1998           |
| Microbotryum moelleri                                        | (Bref.) Vánky                                    | 2009           |
| Microbotryum moenchiae-manticae                              | (Lindtner) Vánky                                 | 1998           |
| Microbotryum montagnei                                       | Lév.                                             | 1847           |
| Microbotryum morinae                                         | (Padwick & A. Khan) Vánky                        | 1998           |
| Microbotryum nannfeldtii                                     | (Liro) Vánky                                     | 1998           |
| Microbotryum nelsonianum                                     | (Savile) Vánky                                   | 1998           |
| Microbotryum nepalense                                       | (Liro) Vánky                                     | 1998           |
| Microbotryum nivale                                          | (Liro) Vánky                                     | 1998           |
| Microbotryum ocrearum                                        | (Berk.) Vánky                                    | 1998           |
| Microbotryum onopordi                                        | (Vánky ) Vánky                                   | 1998           |
| Microbotryum parlatorei                                      | (A.A. Fisch. Waldh.) Vánky                       | 1998           |
| Microbotryum paucireticulatum                                | Vánky                                            | 2004           |
| Microbotryum perfoliatae                                     | Vánky                                            | 1998           |
| Microbotryum picaceum                                        | (Lagerh. & Liro) Vánky                           | 1998           |
| Microbotryum pinguiculae                                     | (Rostr.) Vánky                                   | 1998           |
| Microbotryum piperi                                          | (G.P. Clinton) Vánky                             | 1998           |
| Microbotryum polycnemoides                                   | T. Denchev, Denchev, Kemler & Begerow            | 2021           |
| Microbotryum polygoni-alati                                  | (Thirum. & Pavgi) Vánky                          | 1998           |
| Microbotryum primulae                                        | (Wettst.) Vánky                                  | 2005           |
| Microbotryum prostratum                                      | (Vánky & Oberw.) Vánky                           | 1998           |
| Microbotryum pustulatum                                      | (DC.) R. Bauer & Oberw.                          | 1997           |
| Microbotryum radians                                         | (Vánky & Oberw.) Vánky                           | 1998           |
| Microbotryum receptaculorum                                  | Lév.                                             | 1847           |
| Microbotryum reticulatum                                     | (Liro) R. Bauer & Oberw.                         | 1997           |
| Microbotryum rhei                                            | (Zundel) Vánky                                   | 1998           |
| Microbotryum salviae                                         | (Ferraris) Kemler & M. Lutz                      | 2007           |
| Microbotryum saponariae (Zeepkruidmeeldraadbrand)            | M. Lutz, Göker, Piątek, Kemler, Begerow & Oberw. | 2005           |
| Microbotryum savilei                                         | Denchev                                          | 2007           |
| Microbotryum scabiosae                                       | (Sowerby) G. Deml & Prillinger                   | 1991           |
| Microbotryum scabiosae                                       | Vánky                                            | 1998           |
| Microbotryum scolymi                                         | (Roum. & Trab. ex Juel) Vánky                    | 1998           |
| Microbotryum scorzonerae                                     | (Alb. & Schwein.) G. Deml & Prillinger           | 1991           |
| Microbotryum shastense                                       | (Zundel) Vánky                                   | 1998           |
| Microbotryum shykoffianum                                    | T. Giraud, Denchev & M.E. Hood                   | 2009           |
| Microbotryum silenes-acaulis                                 | M. Lutz, Piątek, Kemler & Chleb.                 | 2008           |
| Microbotryum silenes-dioicae                                 | T. Giraud, Denchev & M.E. Hood                   | 2009           |
| Microbotryum silenes-inflatae                                | (DC. ex Liro) G. Deml & Oberw.                   | 1982           |
| Microbotryum silenes-saxifragae                              | M. Lutz, Piątek & Kemler                         | 2013           |
| Microbotryum silybum                                         | Vánky & Berner                                   | 2003           |
| Microbotryum stellariae (Muurbrand)                          | (Sowerby) G. Deml & Oberw.                       | 1982           |
| Microbotryum stewartii                                       | (Zundel) Vánky                                   | 1998           |
| Microbotryum stygium                                         | (Liro) Vánky                                     | 1998           |
| Microbotryum succisae                                        | (Magnus) R. Bauer & Oberw.                       | 1997           |
| Microbotryum superbum                                        | (Liro) Denchev, T. Giraud & M.E. Hood            | 2009           |
| Microbotryum tenuisporum                                     | (Cif.) Vánky                                     | 1998           |
| Microbotryum tovarae                                         | (Savile) Vánky                                   | 1998           |
| Microbotryum tragopogonis-pratensis                          | (Pers.) R. Bauer & Oberw.                        | 1997           |
| Microbotryum tuberculiforme                                  | (Syd. & P. Syd.) Vánky                           | 1998           |
| Microbotryum tumeforme                                       | (L. Ling) Vánky                                  | 1998           |
| Microbotryum vinosum                                         | (Tul. & C. Tul.) G. Deml & Prillinger            | 1991           |
| Microbotryum vinosum                                         | (Tul. & C. Tul.) Denchev                         | 1994           |
| Microbotryum violaceoirregulare                              | (Brandenb. & Schwinn) G. Deml & Oberw.           | 1982           |
| Microbotryum violaceoverrucosum                              | (Brandenb. & Schwinn) Vánky                      | 1988           |
| Microbotryum violaceum (Meeldraadbrand)                      | (Pers.) G. Deml & Oberw.                         | 1982           |
| Microbotryum vivipari                                        | S.H. He & L. Guo                                 | 2008           |
| Microbotryum warmingii                                       | (Rostr.) Vánky                                   | 1998           |